# Pedro Vázquez González
Pedro Vázquez González (Victoria de Durango, Durango; 23 de octubre de 1953). Es un político mexicano, miembro del Partido del Trabajo, ha sido en tres ocasiones diputado federal.
Es licenciado en Derecho y tiene una maestría en Administración Pública, se ha desempeñado como presidente estatal del PT en Nuevo León, regidor del Ayuntamiento de Monterrey y diputado al Congreso de Nuevo León, donde también fue coordinador de la bancada de su partido. Posteriormente ocupó el cargo del representante del PT ante el Instituto Federal Electoral.
Ha sido electo diputado federal plurinominal a la LIX Legislatura de 2003 a 2006, y en 2009 fue candidato a diputado por el V Distrito Electoral Federal de Nuevo León, donde no obtuvo el triunfo, sin embargo, resultó elegido como diputado plurinominal a la misma LXI Legislatura para el periodo 2009 a 2012. 
El 25 de julio de 2009, el PT lo designó como su coordinador parlamentario en la Cámara de Diputados, que incluye a diputados externos como Porfirio Muñoz Ledo, Gerardo Fernández Noroña y Mario Di Costanzo, con el apoyo de Andrés Manuel López Obrador; sin embargo, posteriormente varios de estos diputados rechazaron su elección al considerar que fue una imposición del dirigente del PT, Alberto Anaya, pronunciándose por el nombramiento de Porfirio Muñoz Ledo como coordinador.